# Sayeret Matkal
El Sayeret Matkal (en hebreu: סיירת מטכ"ל) és una unitat d'elit de reconeixement militar de l'estat major de les Forces de Defensa Israelianes (FDI). La unitat va ser creada en 1957 a partir de una brigada paracaigudista i del Directori Militar d'Intel·ligència d'Israel (Aman).
Les seves operacions principals són les missions de contraterrorisme, reconeixement militar i la intel·ligència militar. La unitat està èspecialitzada en obtenir informació d'intel·ligència darrere de les línies enemigues.
La Sayeret Matkal és també responsable de les missions de rescat d'ostatges fora de les fronteres d'Israel. La unitat es va basar en el Special Air Service (SAS) britànic, i des del punt de vista organitzatiu, realitza els seus informes pel directori Aman. És coneguda dins dels cercles militars israelians com la unitat 269. El seu lema és: "qui s'atreveix guanya" (en hebreu: המעז מנצח) 
La unitat militar es va donar a conèixer per l'Operació Entebbe, en la qual es va rescatar a més de 100 passatgers de la línia aèria de Air France que havien estat segrestats i portats a Uganda per membres de l'OLP, perdent pel foc enemic al comandant de la unitat, Yonatan Netanyahu, germà del Primer ministre d'Israel, Binyamín Netanyahu.

## Història
El Sayeret Matkal va ser creat en 1957 per l'oficial Abraham Arnan, qui va sol·licitar a l'Estat Major de les Forces de Defensa d'Israel que creés una unitat que es pogués enviar a territori enemic per realitzar missions secretes d'intel·ligència. Els membres de la unitat van ser entrenats per rastrejadors beduïns.
La unitat es va formar un any després que la primera esquadrilla d'helicòpters de les FDI fos operacional, i ben aviat va començar la cooperació entre totes dues unitats. Aquesta cooperació, ha fet possible que els membres del Sayeret Matkal, puguin desplegar-se profundament en territori enemic, més que qualsevol altra unitat de les FDI.
En 1959, van acceptar a un recluta anomenat Ehud Barak, que va esdevenir el soldat més condecorat d'Israel, per després convertir-se en el Ramatcal, el comandant en cap de les FDI. Barak va exercir una gran influència sobre els Sayeret Matkal. Barak era un soldat summament innovador, carismàtic i valent. La seva presència va inspirar confiança en els seus soldats i va donar lloc a un equip amb talent, convertint-los en una força mortal i eficaç.

## Reclutament i entrenament
L'existència de la unitat durant els seus primers anys, va ser un secret ben guardat. Els combatents i els comandants eren escollits entre els coneguts i els familiars dels membres de la unitat (dos germans de Binyamín Netanyahu també van servir en la unitat, per exemple).
Des dels anys 80, ha estat possible pels reclutes voluntaris formar part de la unitat. Dues vegades a l'any, en un campament (Gibush) es fa la selecció dels potencials reclutes, aquests reclutes han d'aguantar diversos dies sense dormir. Els reclutes són constantment supervisats per doctors i per psicòlegs. Els que al final passen el procés de reclutament són admesos en la unitat. Durant els anys 90, aquest procés de selecció de reclutes, va ser implementat per les altres forces especials de les FDI (Sayeret).
El pla de l'ex-comandant de les FDI, Dan Halutz, va ser implementar mesures de seguretat, en tots els campaments, per evitar que els reclutes pateixin lesions. Els reclutes que han estat admesos en la unitat, entrenan durant 20 mesos, la seva preparació posa èmfasis en les armes de foc, les arts marcials, l'orientació, el camuflatge, el reconeixement i les altres habilitats que són importants per a la seva supervivència darrere de les línies enemigues. El seu entrenament consisteix en el següent:
- 4 mesos d'entrenament bàsic d'infanteria.
- 2 mesos d'entrenament avançat d'infanteria.
- 1 curs de paracaigudisme, amb una durada de tres setmanes a l'escola de paracaigudistes de l'Exèrcit israelià.
- 1 curs de contraterrorisme de 5 setmanes a l'escola de contraterrorisme de les FDI.
- La resta del entrenament es dedica a les patrulles de reconeixement de llarg abast, i especialment a la navegació, un ensenyament que és molt important per pertànyer a la unitat. Tot i que normalment, l'entrenament de navegació de les FDI se sol fer en parella, en la unitat Sayeret Matkal es fan exercicis de navegació de llarg abast en solitari.

Malgrat que les unitats de les FDI, tenen els seus propis símbols, les unitats Sayeret Matkal i Sayeret Duvdevan, no permeten als seus soldats usar-les en públic, per motius de seguretat nacional.

## Membres notables
Malgrat ser una unitat militar secreta i relativament petita, els veterans del Sayeret Matkal tenen una gran influència en l'Exèrcit i en la societat israeliana, això és degut en part al seu entrenament, gairebé tant dur com l'entrenament dels pilots de l'acadèmia de la Força Aèria Israeliana. Les FDI es volen assegurar de que solament els joves israelians més capaços i més motivats siguin acceptats per la unitat com a combatents.
- Binyamín Netanyahu - cap d'un equip de la unitat, graduat del MIT, i més endavant Primer Ministre d'Israel.
- Yonatan Netanyahu - comandant de la unitat, va morir durant l'Operació Entebbe, a Uganda. Era el germà gran de Binyamín Netanyahu.
- Shaul Mofaz - comandant de la unitat, Comandant en cap de les FDI i Ministre de Defensa Israelià.
- Moshe Yaalon - comandant de la unitat.
- Danny Yatom - comandant de la unitat, més tard general, cap del Mossad i membre del Knesset
- Avi Dichter - combatent de la unitat, cap del servei de seguretat general d'Israel (Xavak)
- Daniel M. Lewin - cofundador, estudiant graduat del MIT i fundador d'Akamai Technologies, que va morir en el vol 11 de American Airlines durant els atacs terroristes de l'11 de setembre de 2001.
- Alguns veterans de la unitat, van esdevenir més endavant generals de les FDI i membres de la Kenésset.

### Llegenda urbana
Existeix una llegenda urbana sobre l'anterior Primer Ministre israelià Ariel Xaron, segons la qual aquest polític israelià hauria prestat servei en la unitat Sayeret Matkal. Ariel Xaron va ser comandant de les FDI, en l'any 1953 Xaron va crear la primera unitat de les Forces especials de les FDI, la Unitat 101, molta gent creu equivocadament que Xaron va ser el fundador de la unitat Sayeret Matkal. En l'any 1954, la Unitat 101 va ser integrada en la brigada de paracaigudistes, Xaron era aleshores el comandant de la brigada, tanmateix, Ariel Xaron no va servir mai en la unitat d'elit Sayeret Matkal.

## Operacions conegudes
Les operacions de Sayeret Matkal es mantenen en secret actualment. Durant molt temps, l'exèrcit israelià va tenir la política oficial de negar l'existència d'aquesta unitat i les seves operacions eren atribuïdes a paracaigudistes militars. Tanmateix, degut als èxits operatius de la unitat, la seva existència aviat va esdevenir un afer públic de la societat israeliana.
- 1968 - Operació Xoc: Sabotatge d'una central elèctrica i de ponts en el Nil a Egipte (juntament amb la Força Aèria Israeliana)
- 1968 - Operació Regal: Sabotatge de 14 avions comercials en l'Aeroport Internacional de Beirut, Líban.
- 1969 - Operació Horta 22 i Operació Horta 37: Sabotatge dels cables d'alta tensió i d'una antena de control a Egipte.
- 1969 - Operació Bulmus 6: Assalt a la fortificació de l'illa Verda, a Egipte (juntament amb la Xayyétet 13 de l'Armada Israeliana).
- 1969 - Operació Gall 53: Captura d'una instal·lació de radar egípcia (juntament amb la Força Aèria Israeliana).
- 1970 - Operació Rhodes: Assalt a la fortificació de l'illa de Shadwan, a Egipte (al costat de la Xayyétet 13)
- 1972 - Operació Isòtop: Final del segrest del vol Sabena 572 a Tel-Aviv, Israel (amb el rescat dels ostatges).
- 1972 - Operació Calaix 3: Segrest de 5 oficials sirians d'intel·ligència
- 1973 - Operació Primavera de Joventut: Eliminació de líders de l'organització terrorista palestina Setembre Negre a Beirut, Líban (en conjunt amb la Xayyétet 13).
- 1973 - Guerra de Yom Kippur: Recuperació de la muntanya Hermon que es trobava en poder dels comandos sirians (juntament amb la Brigada Golani).
- 1974 - Massacre de Maalot: (massacre dels ostatges de l'escola).
- 1975 - Operació Col Arrissada: (rescat dels ostatges de l'hotel).
- 1976 - Operació Tro: (més coneguda com a Operació Entebbe). Final del segrest d'un avió d'Air France a Entebbe, Uganda. (rescat dels ostatges).
- 1978 - Massacre de la carretera costanera: (massacre dels ostatges de l'autobús).
- 1980 - Quibuts Misgav: Rescat dels ostatges del quibuts.
- 1984 - Afer del Kav 300: Rescat i recuperació dels ostatges de l'autobús 300.
- 1988 - Incursió a Tunísia - Assassinat d'Abu Jihad.
- 1989 - Segrest del xeic Abdul-Karim Obeid, en el Líban.
- 1994 - Segrest de Mustafa Dirani, en el Líban.
- 1994 - Rescat de Nachshon Waxman (mort del caporal Nachshon Waxman que havia estat segrestat per Hamàs).
- 2006 - Guerra del Líban de 2006, Operació Afilat i Suau: Interrupció del contraban d'armes (juntament amb la unitat Shaldag).
- 2007 - Operació Orchard: Recollir mostres del terreny a Síria, abans del bombardeig d'un reactor nuclear sirià.

### Forces de Defensa d'Israel
- Xayyétet 13
- Shaldag
- Duvdevan
- Yahalom

### Forces de Seguretat d'Israel
- Guàrdia de la Kenésset
- Guàrdia Civil
- Policia de Fronteres d'Israel
- Policia d'Israel
- Servei de presons d'Israel
- Yamam
- Yasam

### Servei Secret d'Israel
- Xin Bet
- Mossad